# حسین‌تپه
حسین تپه مربوط به هزاره سوم قبل از میلاد است و در شهرستان بیجار، روستای گرگین واقع شده و این اثر در تاریخ ۱۸ مهر ۱۳۵۶ با شمارهٔ ثبت ۱۴۶۸ به‌عنوان یکی از آثار ملی ایران به ثبت رسیده است.